# Mimuroto-ji

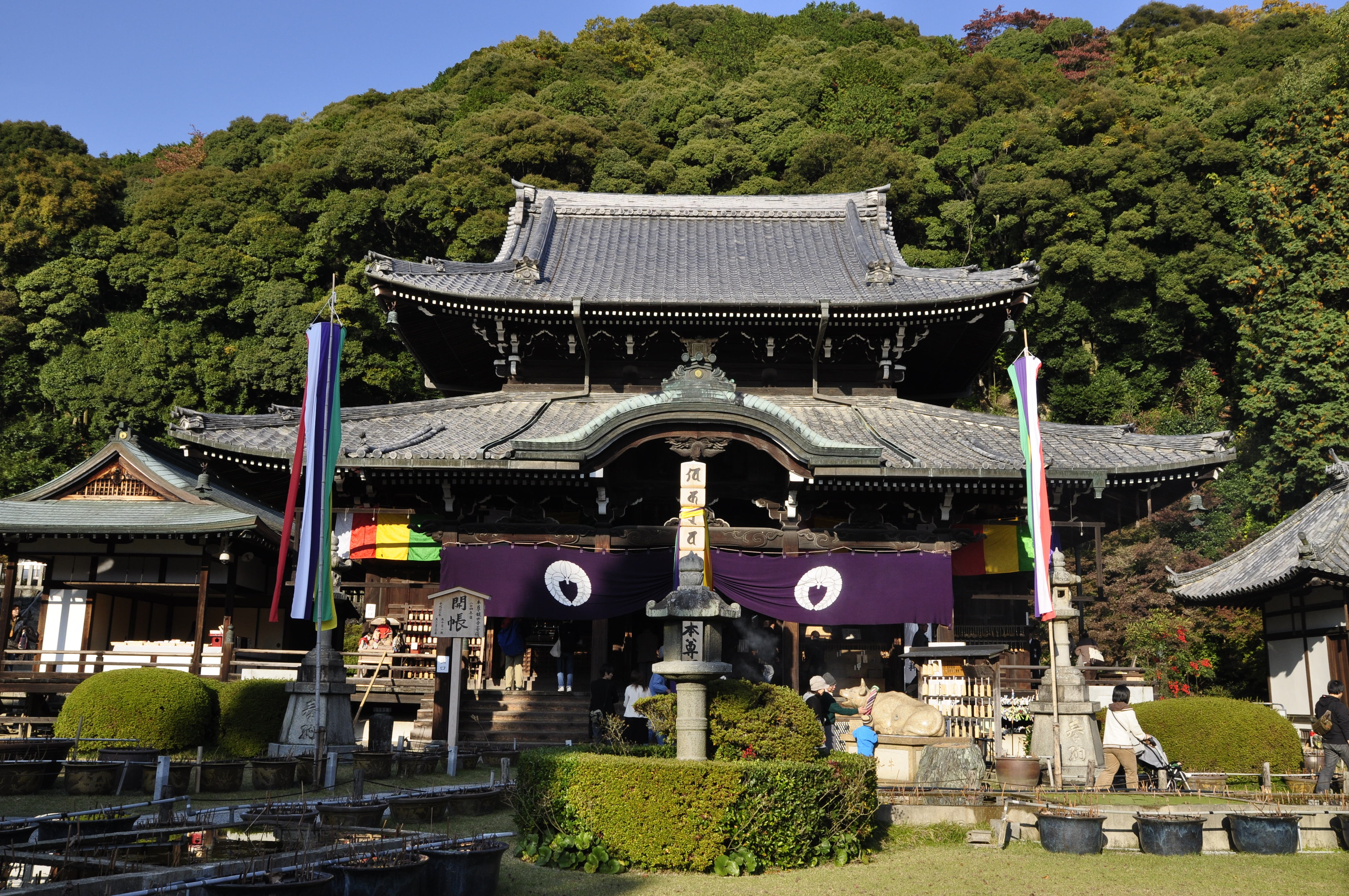
Haupthalle

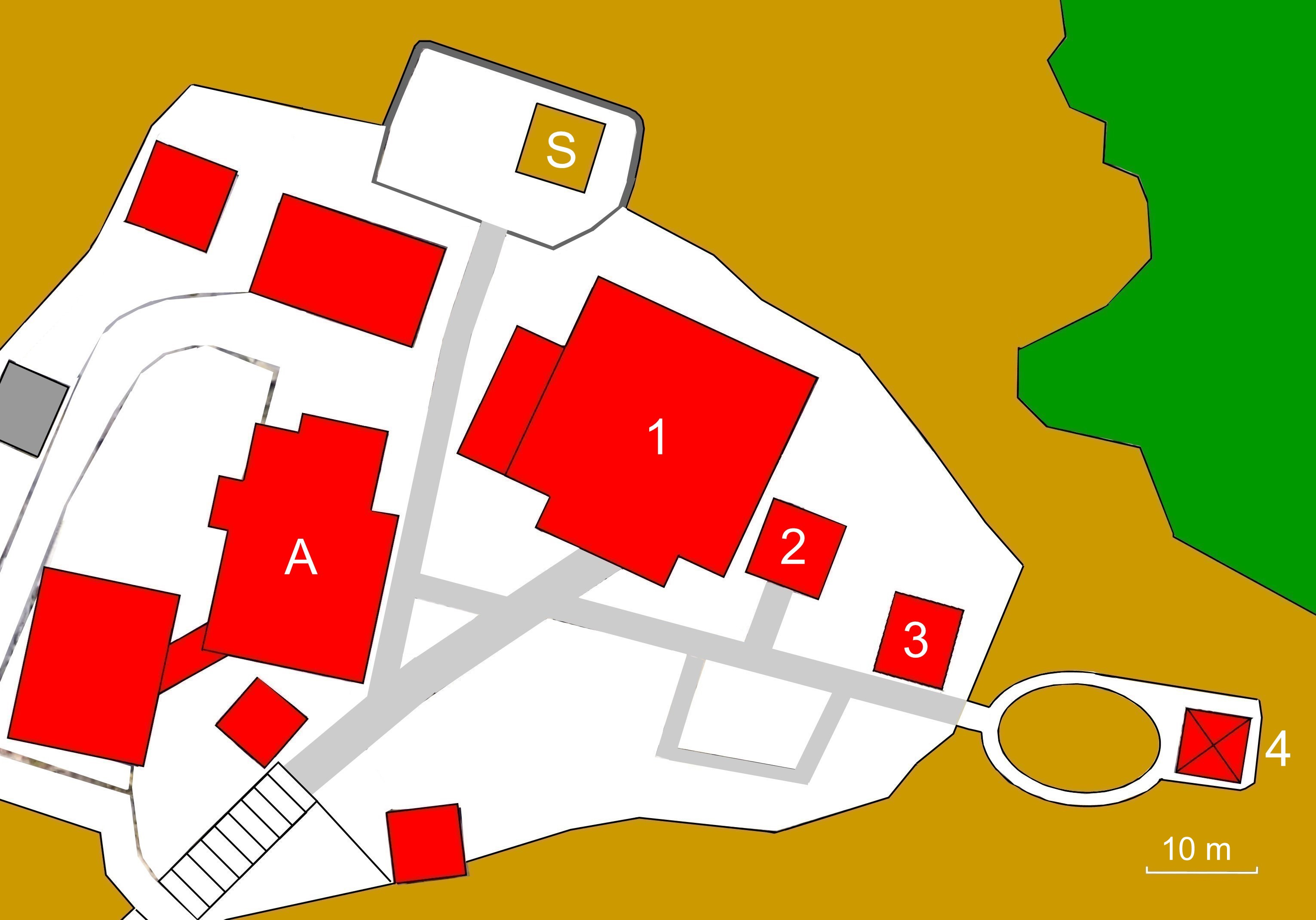
Plan des Tempels (s. Text)

Der Mimuroto-ji (japanisch 三室戸寺) mit dem Bergnamen Myōsei-san (明星山) ist ein Sonder-Tempel der Honzan-Shugen-shū, die die Tendai-Richtung des Buddhismus mit den bergasketischen Praktiken des Shugendō kombiniert. Der Tempel befindet sich in Uji (Präfektur Kyōto), Japan und ist in der traditionellen Zählung der 10. Tempel des Saigoku-Pilgerwegs.

## Geschichte
Der Überlieferung nach wurde während der Hōki-Ära (770–781) für eine tausendarmige Kannon, die man im Oberlauf des Shizu-Flusses (志津川 -gawa) fand, eine Gebetsstätte errichtet. Später soll der Tempel an die gegenwärtige Stelle verlegt worden sein. Nach einem Niedergang wurde der Tempel von Priester Ryūmei (隆明; 1019–1104) vom Onjō-ji 1099 wieder aufgebaut und wurde zur 10. Station des Saigoku-Pilgerwegs.

## Die Anlage
Man betritt die Tempelanlage am Fuße der Anhöhe durch das Tempeltor (総門 Sōmon) und durchquert eine parkähnliche Anlage mit Blumenrabatten und einem Steingarten. Dann steigt man eine lange Treppe hoch zur inneren Anlage, die von Felswänden des Bergs Myōsei (Myōsei-san; braun im Plan) umrahmt ist.
Die gegenwärtige Haupthalle (本堂 Hondō; 1 im Plan) wurde 1814 fertiggestellt. Die „Amida-Halle“ (阿弥陀堂 Amida-dō; 2) stammt aus dem Jahr 1714, der Glockenturm (鐘楼 Shōrō; 3) ist von 1689. Die Dreistöckige Pagode (三重塔 Sanjū-no-tō; 4) wurde vom Kōzō-ji (高蔵寺) in der Präfektur Hyōgo im Jahr 1704 hierher versetzt.
Der eigenständige Schrein Jūhachi-Hauptschrein (十八神社本殿 Jūhachi-jinja honden) aus dem Jahr 1487 ist im Stil eines „Drei-Klafter-Schreins“ (三間社流造 Sangen sharyū-zukuri) gestaltet. Er ist als Wichtiges Kulturgut Japans registriert.
Im Westen des oberen Tempelbezirks befindet sich das Abt- und Mönchsquartier (A).

## Tempelschätze
Im Schatzhaus des Tempels sind u. a. zu sehen:
- Der aus Holz gefertigte stehende Shaka Nyorai (木造釈迦如来立像 Mokuzō Shaka Nyorai ritsuzō) stammt aus der späten Heian-Zeit. Er ist die älteste existierende Kopie im Stil des Seiryū-ji in Kyoto,
- der aus Holz gefertigte sitzende Amida Nyorai mit zwei Begleitern (木造阿弥陀如来及び両脇侍坐像 Mokuzō Amida Nyorai oyobi ryōkyōji zazō) und
- der aus Holz gefertigte heilige Bishamon (毘沙門天立像 Bishamon-ten ritsuzō).

Alle Skulpturen stammen aus der späten Heian-Zeit und sind als Wichtige Kulturgüter Japans registriert.

## Bilder

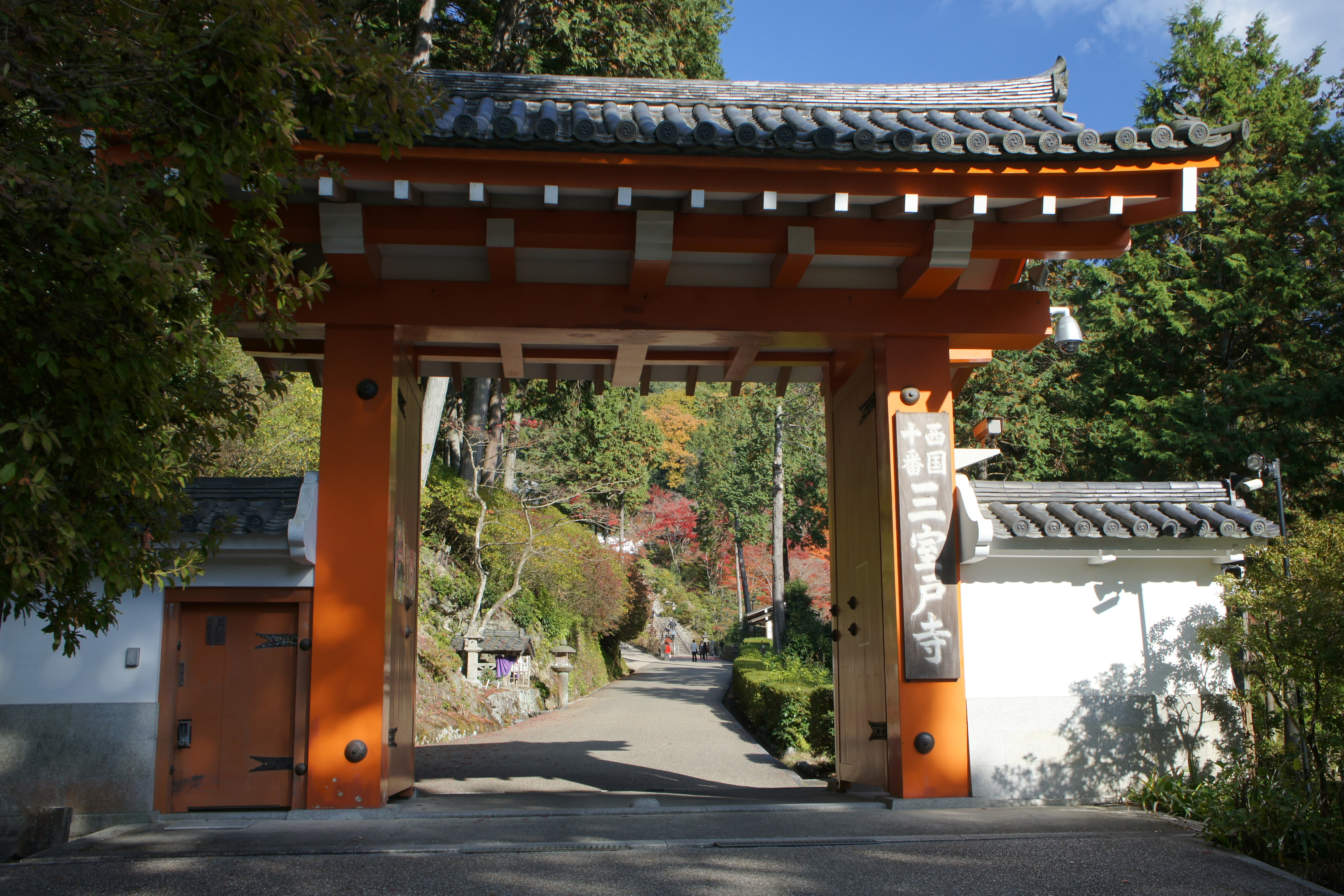
Tempeltor
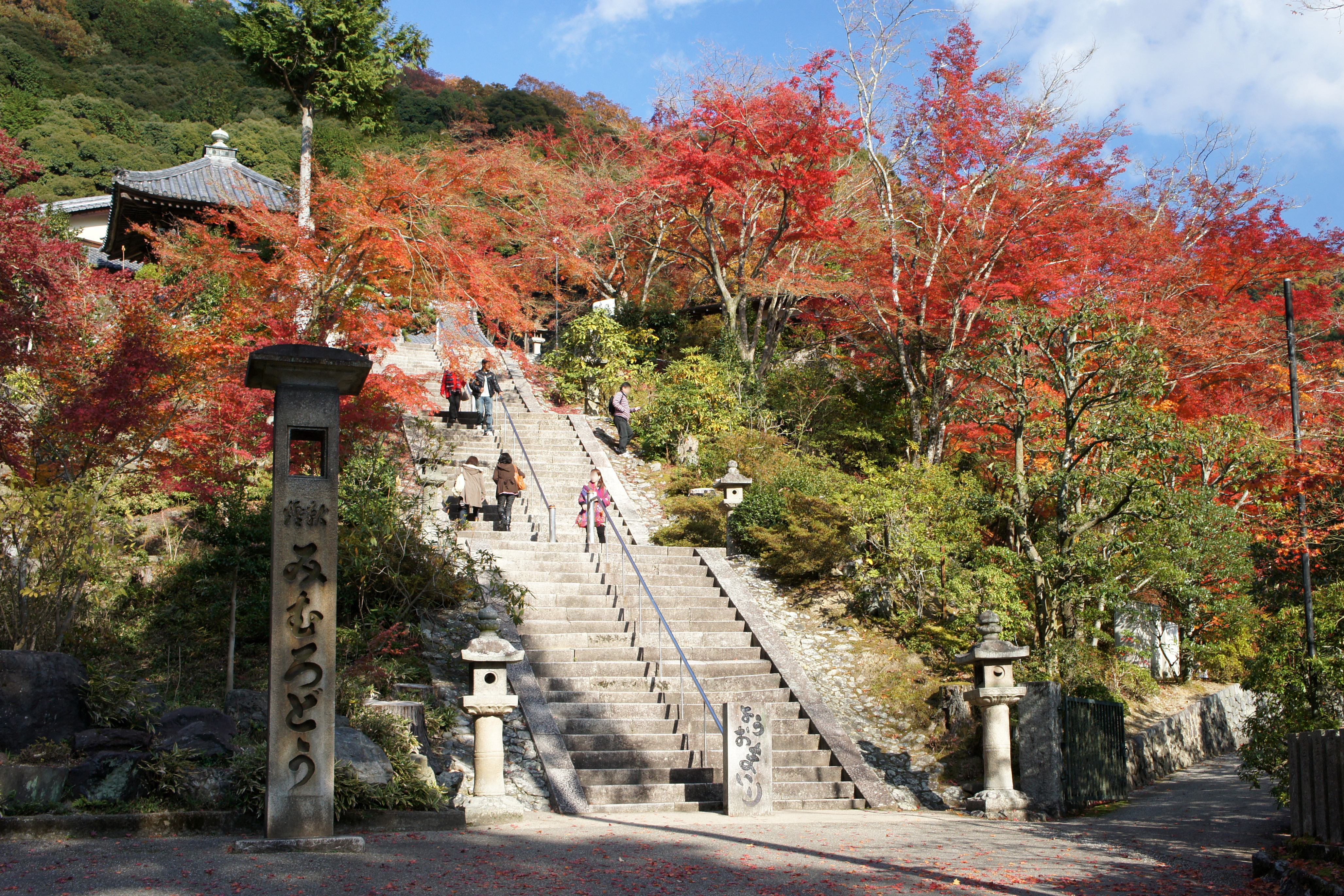
Aufgang
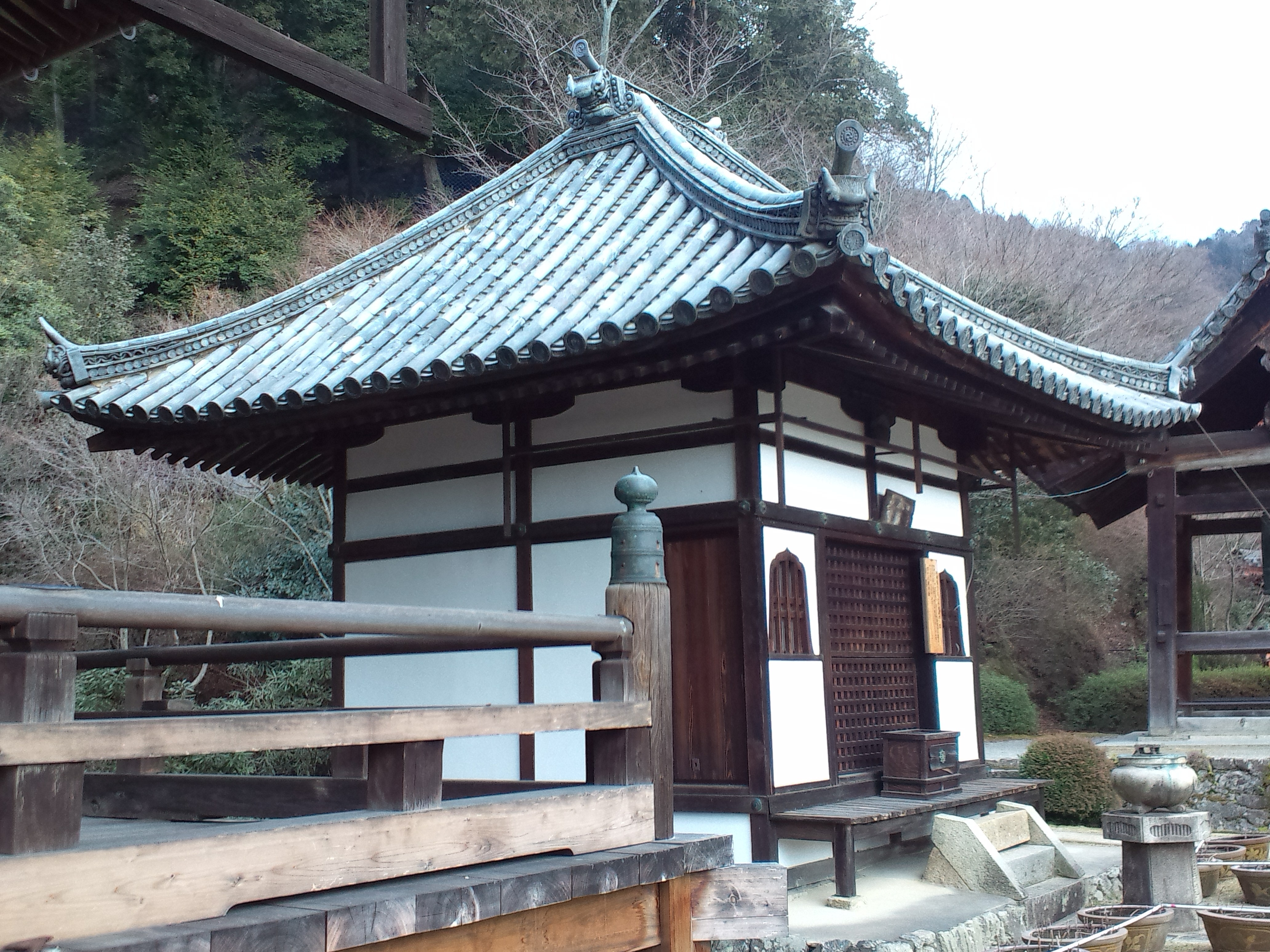
Amida-Halle
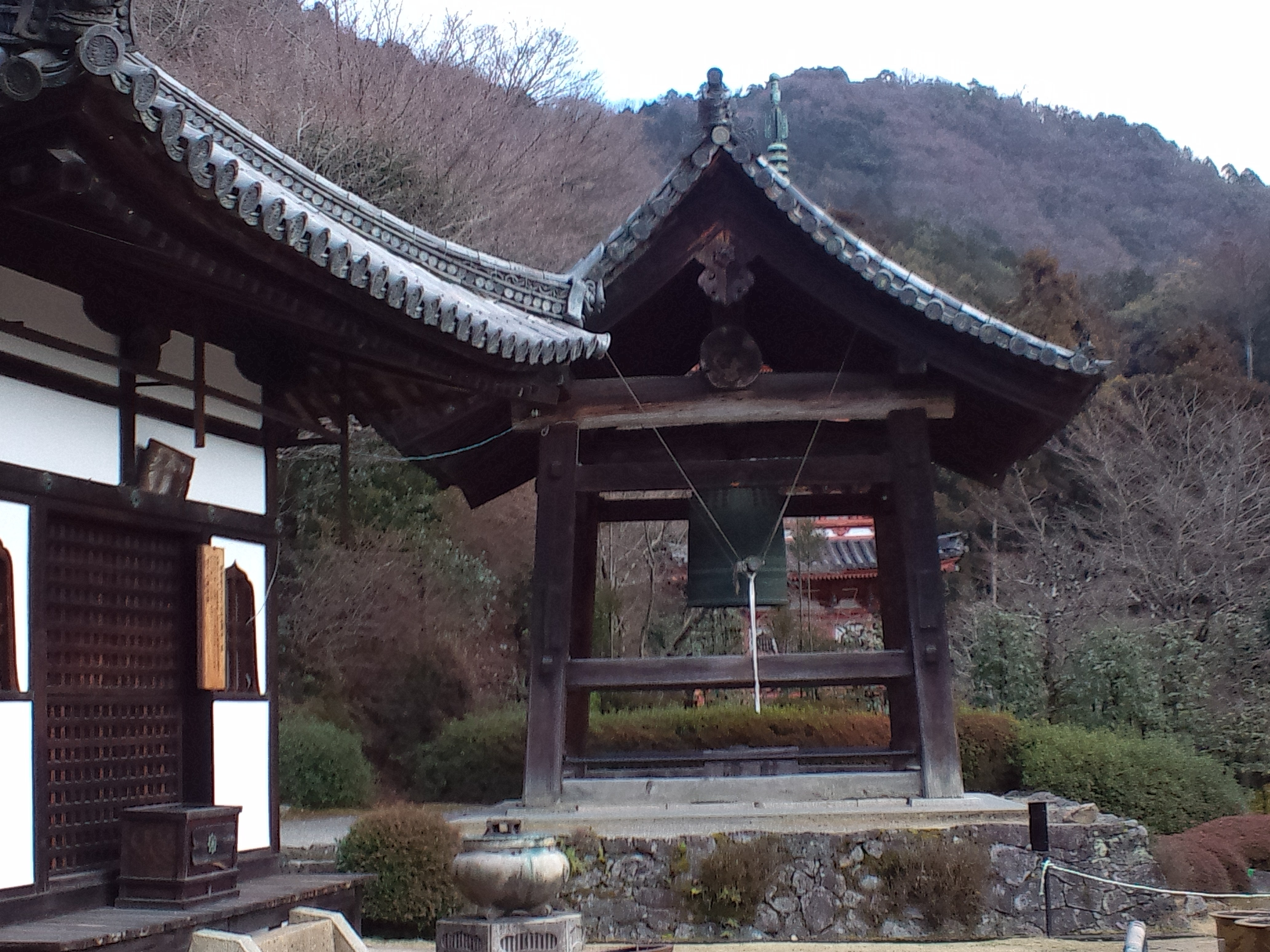
Glockenturm
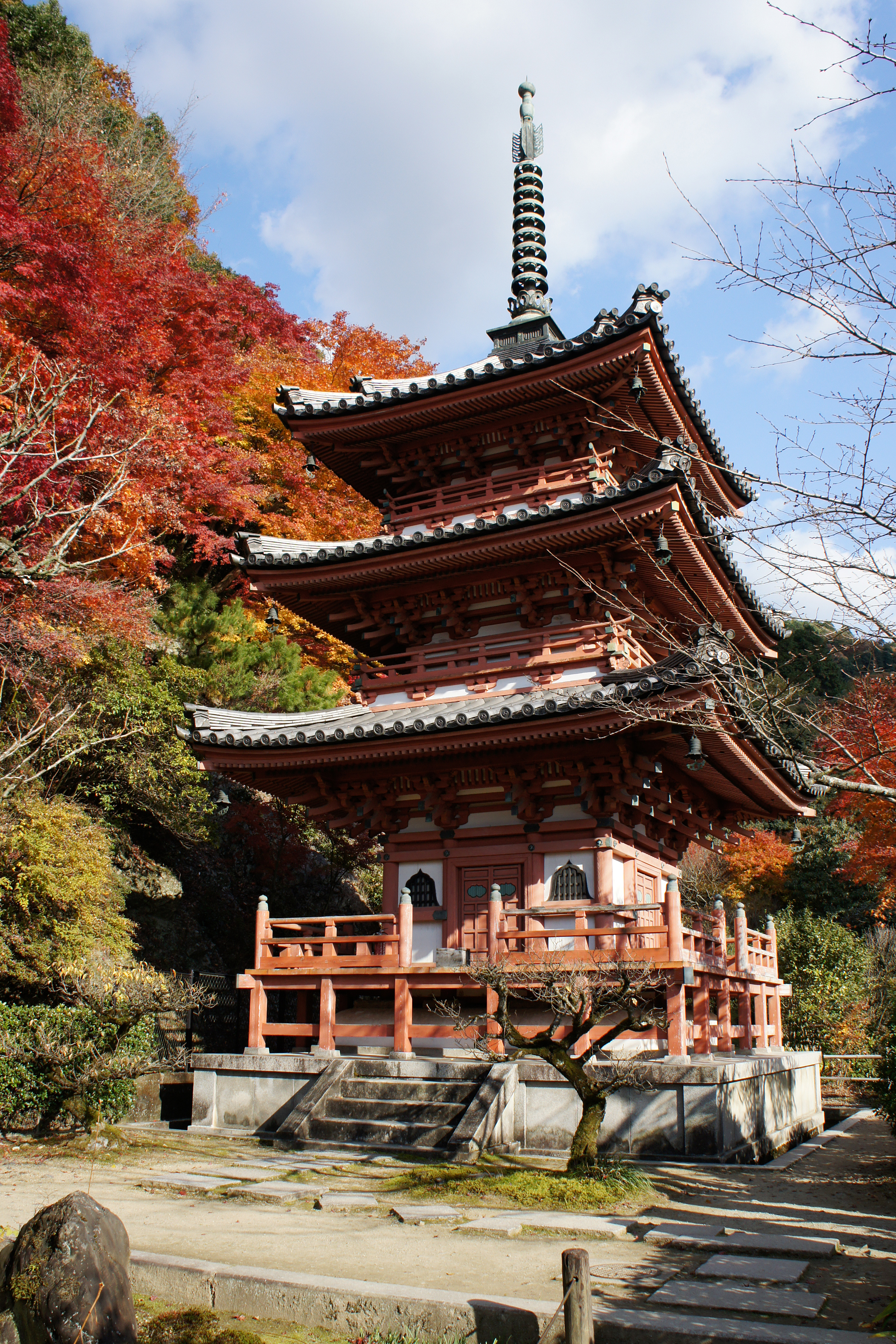
Pagode
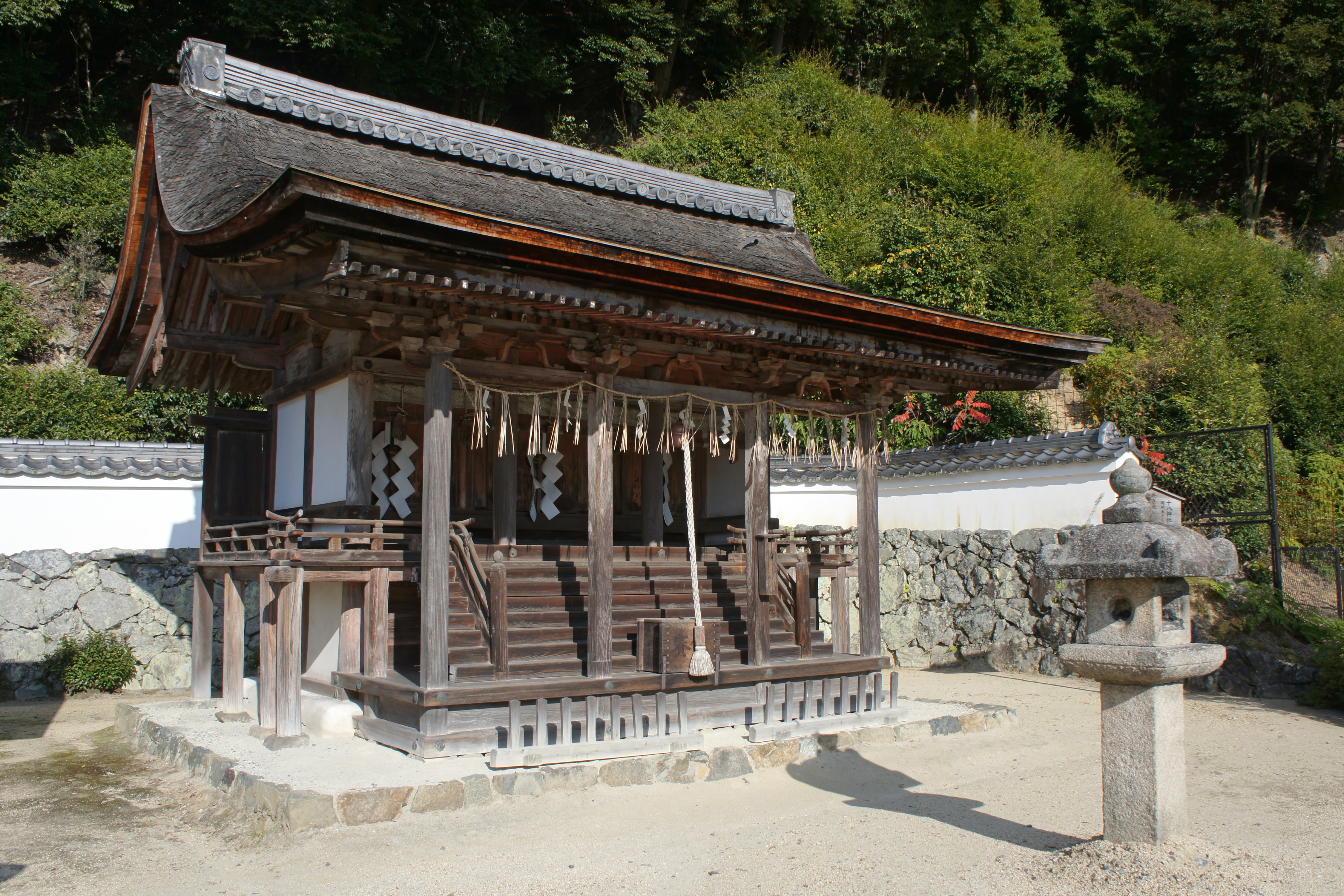
Jūhachi-Schrein
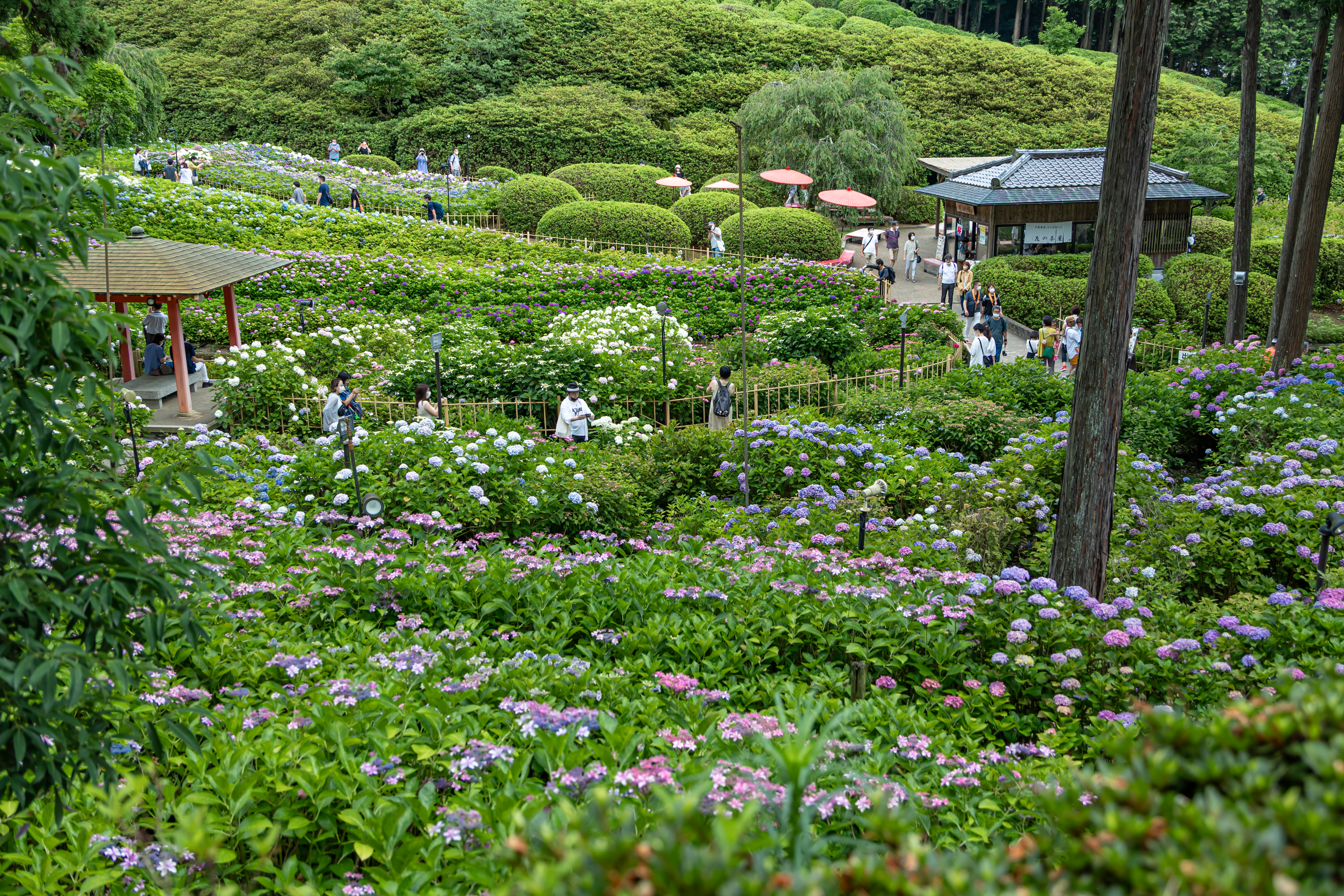
Hortensiengarten
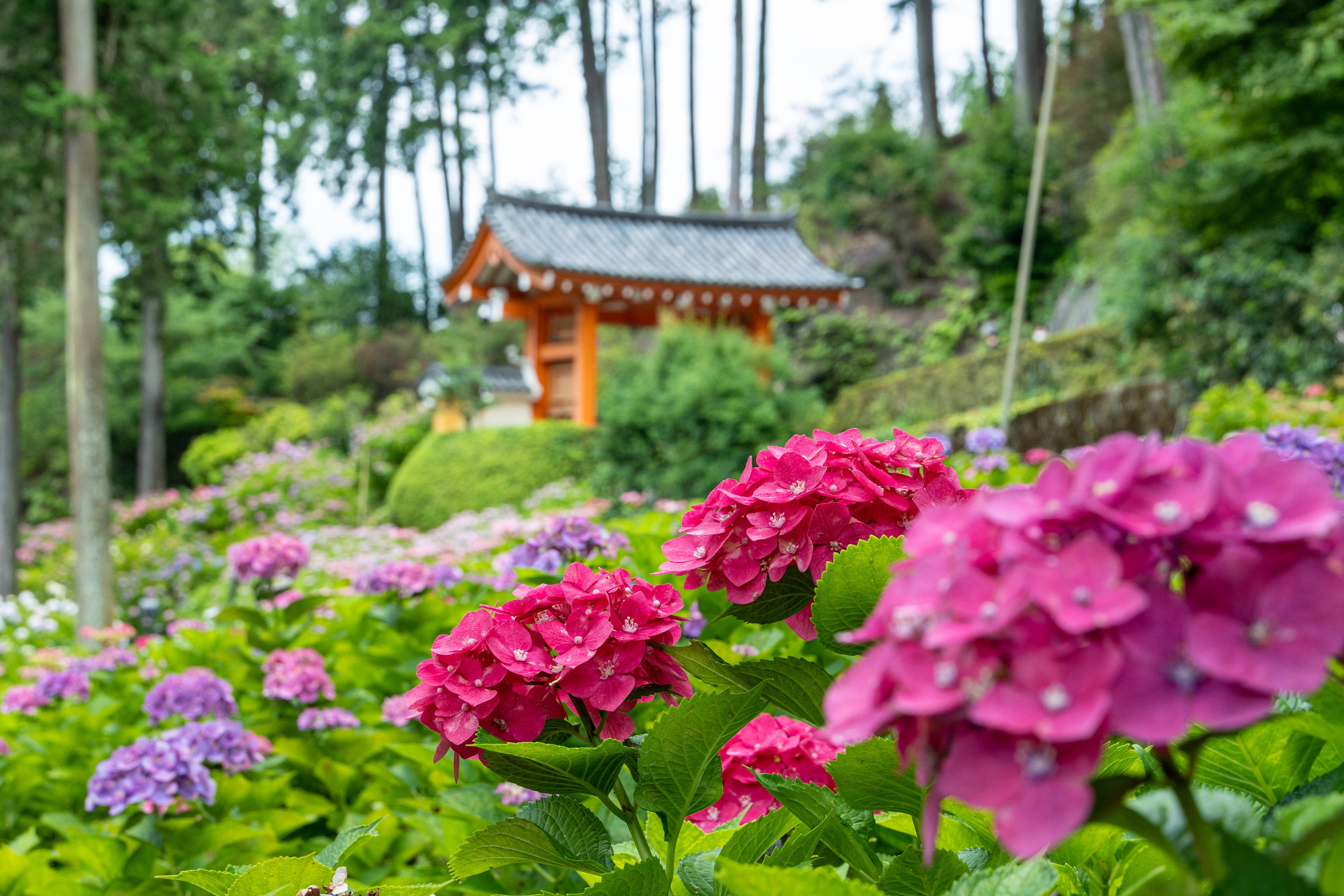
Hortensiengarten